# Mohamed Benyachou
Mohamed Benyachou (Nîmes, 15 novembre 1977) è un ex calciatore francese naturalizzato mauritano, di ruolo centrocampista.